# Gabrje pod Limbarsko Goro
Gabrje pod Limbarsko Goro is een plaats in Slovenië en maakt deel uit van de gemeente Moravče in de NUTS-3-regio Osrednjeslovenska. De plaats telde 53 inwoners op 1 januari 2020.